# Shōzaburō Watanabe
Pour les articles homonymes, voir Watanabe.
Shōzaburō Watanabe (渡辺庄三郎, Watanabe Shōzaburō) (né le 2 juin 1885, mort le 14 février 1962) est un éditeur japonais d'estampes, force motrice derrière le mouvement touchant à l'estampe japonaise connu sous le nom de Shin-Hanga.
Il commence sa carrière en travaillant pour la société d'exportation Kobayashi Bunshichi qui lui donne l'occasion de mieux connaître le métier d'exportateur d'estampes d'art. En 1908, Shōzaburō Watanabe épouse Chiyo, l'une des filles du graveur d'estampes Chikamatsu.